# Penares
Genre
Penares est un genre d'éponges marines de la famille des Geodiidae.

## Liste des espèces
Selon World Register of Marine Species (8 août 2024) :
- Penares alatus (Lendenfeld, 1907)
- Penares angeli Sim-Smith, Hickman & Kelly, 2021
- Penares anisoxia Boury-Esnault, 1973
- Penares apicospinatus Desqueyroux-Faúndez & van Soest, 1997
- Penares astronavis Sim-Smith & Kelly, 2019
- Penares aureus Sim-Smith & Kelly, 2019
- Penares candidatus (Schmidt, 1868)
- Penares cavernensis Díaz & Cárdenas, 2024
- Penares chelotropa Boury-Esnault, 1973
- Penares cortius de Laubenfels, 1930
- Penares deformis Sim-Smith & Kelly, 2019
- Penares dendyi (Hentschel, 1912)
- Penares euastrum (Schmidt, 1868)
- Penares foliaformis Wilson, 1904
- Penares hartmeyeri (Uliczka, 1929)
- Penares helleri (Schmidt, 1864)
- Penares hilgendorfi (Thiele, 1898)
- Penares hongdoensis Jeon & Sim, 2009
- Penares incrustans Tanita, 1963
- Penares intermedius (Dendy, 1905)
- Penares isabellae Díaz & Cárdenas, 2024
- Penares kermadecensis Sim-Smith & Kelly, 2019
- Penares mastoideus (Schmidt, 1880)
- Penares metastrosus (Lebwohl, 1914)
- Penares micraster Lévi, 1993
- Penares mollis Sim-Smith & Kelly, 2019
- Penares nux (de Laubenfels, 1954)
- Penares ochracea (Carter, 1886)
- Penares okokewae Sim-Smith & Kelly, 2019
- Penares orbis Sim-Smith & Kelly, 2019
- Penares orthotriaena Burton, 1931
- Penares palmatoclada Lévi, 1993
- Penares saccharis (de Laubenfels, 1930)
- Penares scabiosus Desqueyroux-Faúndez & van Soest, 1997
- Penares schulzei (Dendy, 1905)
- Penares sclerobesus Topsent, 1904
- Penares sineastra Van Soest, 2017
- Penares sollasi Thiele, 1900
- Penares sphaera (Lendenfeld, 1907)
- Penares turmericolor Sim-Smith & Kelly, 2019
- Penares tylotaster Dendy, 1924
- Penares vermiculatus Sim-Smith & Kelly, 2019

## Taxinomie
Le genre Penares est décrit en 1867 par le zoologiste britannique John Edward Gray (1800-1875),. Son espèce type est Penares helleri, espèce initialement décrite en 1864 par Oscar Schmidt (1823–1886) sous le protonyme Stelletta helleri.
Penares a pour synonymes :
- Jasplakina de Laubenfels, 1954
- Pachamphilla Lendenfeld, 1907
- Papyrula Schmidt, 1868

### Publication originale
- (en) J. E. Gray, « Notes on the Arrangement of Sponges, with the Descriptions of some New Genera », Proceedings of the Zoological Society of London, Londres, ZSL, vol. 1867,‎ 1867, p. 492-558 (ISSN 0370-2774, OCLC 1779524, BNF 32843178, lire en ligne).